# ريغنار الأول طويل العنق
ريغنار الأول طويل العنق (915-850)؛ كان دوق لورين منذ 910 حتى وفاته، كان ابن جيلبرت، كونت ميزغاو وأحد بنات الإمبراطور لوثر الأول.
أصبح كونت مونس ولييج في 870، قاد الجيش مع أسقف لييج ضد الفايكنغ في فالشيرن.
كان ريغنار في البداية مؤيداً قوي لـ زونتيبولد، ملك لوثارينجيا في 895، ولكن العلاقة كسرت في 898، بحيث كان هو والأشخاص الآخرين الذين مفتاحاً لانتخاب زونتييولد قبل ثلاثة سنوات، بحيث اغتنموا الفرصة التي وفرتهم مع وفاة أود ملك الفرنجة الغربية لدعوة شارل البسيط ليصبح ملك في لوثارينجيا، وبذلك تم مصادرة أراضيه، لكنه رفض إعطائهم إليهم، وحاصر نفسه في دورفوست في اتجاه مصب ماستريخت، اجتمع ممثلو شارل وزونتييولد والإمبراطور أرنولف عند زانكت غوار، وقرروا اختيار لودفيغ الطفل بعد مقتل زونتييولد أمام ريغنار في معركة في 2 أغسطس 900.
في البداية كان لودفيغ كان معارض لـ ريغنار، بحيث عين جيبهارد نائباً له في لوثارينجيا، ولكن الأثنين لم يكونوا في حالة الحرب، وفي 908 استعاد ريغنار أراضيه في هينو، ومع وفاة جيبهارد في 910 خلفه في منصبه، عارض ريغنار كونراد الأول ملك ألمانيا لأنتخاب ملكه شارل البسيط، وقد حصل على مارغريف من قبل شارل، لم يكن دوق لورين ولكنه بالتأكيد كان القائد العسكري للمنطقة، وخلفه ابنه جيلبرت بعد 915.
ريغنار يعتبر جد الأكبر لـ آل هسن من خط المباشر، أحد أهم العائلات في ألمانيا في القرون الماضية.

## العائلة
تزوجت ريغنار من امرأة اسمها هرسيندا أو (ألبرادا)؛ وأنجبت له:-
- جيلبرت، دوق لورين زوج غيربيرغا شقيقة الإمبراطور أوتو الأول، لهم ذرية.
- ريغنار الثاني، كونت هينو؛ جد الأكبر لـ أسرة لوفان ثم أسرة برابانت، وأخيراً أسرة هسن.
- بالديريك، أسقف أوتريخت؛ ربما لا يكون ابنهم، وفأحيانا يندرج على أنه ابن عم جيلبرت، دوق لورين.
- فريدريك، رئيس أساقفة ميتز.
- ابنة، تزوجت من برنغار، كونت نامور.